# Apple Music
Apple Music este un serviciu de streaming pentru muzică, audio și video creat de Apple Inc. Utilizatorii aleg muzica pe care doresc să o transmită pe dispozitivul lor la cerere sau pot asculta listele de redare⁠(d) existente . Serviciul include, de asemenea, posturile de radio pe internet Apple Music 1⁠(d), Apple Music Hits și Apple Music Country, care transmit live în peste 200 de țări, 24 de ore pe zi. Serviciul a fost anunțat în iunie 8, 2015 și lansat în iunie 30, 2015. Noii abonați beneficiază de o lună de încercare gratuită sau de șase luni cu achiziționarea unor produse selecte înainte ca serviciul să necesite un abonament lunar.
Inițial strict un serviciu de muzică, Apple Music a început să se extindă și către videoclipuri în 2016. Directorul executiv Jimmy Iovine a declarat că intenția serviciului este să devină o „platformă culturală”, iar Apple ar dori ca serviciul să fie un „ghișeu unic pentru cultura pop”. Compania investește în mod activ în producția și achiziționarea de conținut video, atât în ceea ce privește videoclipurile muzicale și filmările de concerte care sprijină lansările muzicale, cât și serialele web și lungmetraje.
Versiunea originală pentru iOS a Apple Music a avut parte de păreri împărțite, criticile fiind îndreptate către interfața de utilizator considerată „neintuitivă”. Cu toate acestea, a fost lăudat pentru gestionarea listelor de redare, pentru o bibliotecă vastă de melodii ce pot fi transmise și pentru integrarea sa cu alte dispozitive și servicii Apple. În iOS 10, aplicația a primit o reproiectare semnificativă care a fost primită în mod pozitiv datorită interfeței mai puțin dezorganizate, având o navigare îmbunătățită, și un accent mai mare pus pe biblioteca utilizatorului. Apple Music a câștigat rapid popularitate după lansare, depășind pragul de 10 milioane de abonați în doar șase luni. Serviciul avea 72 de milioane de abonați în întreaga lume în iunie 2020. 